# Lutas nos Jogos Olímpicos de Verão de 1972
As lutas nos Jogos Olímpicos de Verão de 1972 foram realizadas em Munique, com vinte eventos disputados, sendo dez categorias de luta greco-romana e dez categorias de luta livre.

## Eventos da luta
Luta livre: até 48 kg | 48-52 kg | 52-57 kg | 57-62 kg | 62-68 kg | 68-74 kg | 74-82 kg | 82-90 kg | 90-100 kg | +100 kg 

Luta greco-romana: até 48 kg | 48-52 kg | 52-57 kg | 57-62 kg | 62-68 kg | 68-74 kg | 74-82 kg | 82-90 kg | 90-100 kg | +100 kg

## Luta livre

### Luta livre - até 48 kg
| Pos. | País                  | Atletas            |
| ---- | --------------------- | ------------------ |
|      | União Soviética (URS) | Roman Dmitriev     |
|      | Bulgária (BUL)        | Ognian Nikolov     |
|      | Irã (IRI)             | Ebrahim Javadipour |

### Luta livre - 48-52 kg
| Pos. | País                  | Atletas            |
| ---- | --------------------- | ------------------ |
|      | Japão (JPN)           | Kiyomi Kato        |
|      | União Soviética (URS) | Arsen Alakhverdiev |
|      | Coreia do Norte (PRK) | Kim Gwong Hyong    |

### Luta livre - 52-57 kg
| Pos. | País                 | Atletas          |
| ---- | -------------------- | ---------------- |
|      | Japão (JPN)          | Hideaki Yanagida |
|      | Estados Unidos (USA) | Richard Sanders  |
|      | Hungria (HUN)        | László Klinga    |

### Luta livre - 57-62 kg
| Pos. | País                  | Atletas            |
| ---- | --------------------- | ------------------ |
|      | União Soviética (URS) | Zagalav Abdulbekov |
|      | Turquia (TUR)         | Vehbi Akdağ        |
|      | Bulgária (BUL)        | Ivan Krastev       |

### Luta livre - 62-68 kg
| Pos. | País                  | Atletas           |
| ---- | --------------------- | ----------------- |
|      | Estados Unidos (USA)  | Dan Gable         |
|      | Japão (JPN)           | Kikuo Wada        |
|      | União Soviética (URS) | Ruslan Ashuraliev |

### Luta livre - 68-74 kg
| Pos. | País                     | Atletas      |
| ---- | ------------------------ | ------------ |
|      | Estados Unidos (USA)     | Wayne Wells  |
|      | Suécia (SWE)             | Jan Karlsson |
|      | Alemanha Ocidental (FRG) | Adolf Seger  |

### Luta livre - 74-82 kg
| Pos. | País                  | Atletas           |
| ---- | --------------------- | ----------------- |
|      | União Soviética (URS) | Levan Tediashvili |
|      | Estados Unidos (USA)  | John Peterson     |
|      | Romênia (ROM)         | Vasile Iorga      |

### Luta livre - 82-90 kg
| Pos. | País                  | Atletas           |
| ---- | --------------------- | ----------------- |
|      | Estados Unidos (USA)  | Benjamin Peterson |
|      | União Soviética (URS) | Gennadi Strakhov  |
|      | Hungria (HUN)         | Károly Bajkó      |

### Luta livre - 90-100 kg
| Pos. | País                  | Atletas           |
| ---- | --------------------- | ----------------- |
|      | União Soviética (URS) | Ivan Yarygin      |
|      | Mongólia (MGL)        | Khorloo Bayanmunk |
|      | Hungria (HUN)         | József Csatári    |

### Luta livre - +100 kg
| Pos. | País                  | Atletas          |
| ---- | --------------------- | ---------------- |
|      | União Soviética (URS) | Alexander Medved |
|      | Bulgária (BUL)        | Osman Duraliev   |
|      | Estados Unidos (USA)  | Chris Taylor     |

## Luta greco-romana

### Luta greco-romana - até 48 kg
| Pos. | País           | Atletas           |
| ---- | -------------- | ----------------- |
|      | Romênia (ROM)  | Gheorghe Berceanu |
|      | Irã (IRI)      | Rahim Aliabadi    |
|      | Bulgária (BUL) | Stefan Angelov    |

### Luta greco-romana - 48-52 kg
| Pos. | País           | Atletas           |
| ---- | -------------- | ----------------- |
|      | Bulgária (BUL) | Petar Kirov       |
|      | Japão (JPN)    | Koichiro Hirayama |
|      | Itália (ITA)   | Giuseppe Bognanni |

### Luta greco-romana - 52-57 kg
| Pos. | País                     | Atletas          |
| ---- | ------------------------ | ---------------- |
|      | União Soviética (URS)    | Rustem Kazakov   |
|      | Alemanha Ocidental (FRG) | Hans-Jürgen Veil |
|      | Finlândia (FIN)          | Risto Björlin    |

### Luta greco-romana - 57-62 kg
| Pos. | País                    | Atletas              |
| ---- | ----------------------- | -------------------- |
|      | Bulgária (BUL)          | Georgi Markov        |
|      | Alemanha Oriental (GDR) | Heinz-Helmut Wehling |
|      | Polônia (POL)           | Kazimierz Lipień     |

### Luta greco-romana - 62-68 kg
| Pos. | País                  | Atletas              |
| ---- | --------------------- | -------------------- |
|      | União Soviética (URS) | Shamil Khisamutdinov |
|      | Bulgária (BUL)        | Stoyan Apostolov     |
|      | Itália (ITA)          | Gian-Matteo Ranzi    |

### Luta greco-romana - 68-74 kg
| Pos. | País                 | Atletas              |
| ---- | -------------------- | -------------------- |
|      | Checoslováquia (TCH) | Vítězslav Mácha      |
|      | Grécia (GRE)         | Petros Galaktopoulos |
|      | Suécia (SWE)         | Jan Karlsson         |

### Luta greco-romana - 74-82 kg
| Pos. | País                  | Atletas           |
| ---- | --------------------- | ----------------- |
|      | Hungria (HUN)         | Csaba Hegedűs     |
|      | União Soviética (URS) | Anatoli Nazarenko |
|      | Iugoslávia (YUG)      | Milan Nenadić     |

### Luta greco-romana - 82-90 kg
| Pos. | País                  | Atletas            |
| ---- | --------------------- | ------------------ |
|      | União Soviética (URS) | Valeri Rezantsev   |
|      | Iugoslávia (YUG)      | Josip Čorak        |
|      | Polônia (POL)         | Czesław Kwieciński |

### Luta greco-romana - 90-100 kg
| Pos. | País                  | Atletas            |
| ---- | --------------------- | ------------------ |
|      | Romênia (ROM)         | Nicolae Martinescu |
|      | União Soviética (URS) | Nikolai Yakovenko  |
|      | Hungria (HUN)         | Ferenc Kiss        |

### Luta greco-romana - +100 kg
| Pos. | País                  | Atletas          |
| ---- | --------------------- | ---------------- |
|      | União Soviética (URS) | Anatoli Roshchin |
|      | Bulgária (BUL)        | Aleksandr Tomov  |
|      | Romênia (ROM)         | Victor Dolipschi |

## Quadro de medalhas da luta
| Ordem | País                   | Medalha de ouro | Medalha de prata | Medalha de bronze | Total |
| ----- | ---------------------- | --------------- | ---------------- | ----------------- | ----- |
| 1     | URS União Soviética    | 9               | 4                | 1                 | 14    |
| 2     | USA Estados Unidos     | 3               | 2                | 1                 | 6     |
| 3     | BUL Bulgária           | 2               | 4                | 2                 | 8     |
| 4     | JPN Japão              | 2               | 2                | 0                 | 4     |
| 5     | ROM Romênia            | 2               | 0                | 2                 | 4     |
| 6     | HUN Hungria            | 1               | 0                | 4                 | 5     |
| 7     | TCH Checoslováquia     | 1               | 0                | 0                 | 1     |
| 8     | FRG Alemanha Ocidental | 0               | 1                | 1                 | 2     |
| 8     | IRI Irã                | 0               | 1                | 1                 | 2     |
| 8     | YUG Iugoslávia         | 0               | 1                | 1                 | 2     |
| 8     | SWE Suécia             | 0               | 1                | 1                 | 2     |
| 12    | GDR Alemanha Oriental  | 0               | 1                | 0                 | 1     |
| 12    | GRE Grécia             | 0               | 1                | 0                 | 1     |
| 12    | MGL Mongólia           | 0               | 1                | 0                 | 1     |
| 12    | TUR Turquia            | 0               | 1                | 0                 | 1     |
| 16    | ITA Itália             | 0               | 0                | 2                 | 2     |
| 16    | POL Polônia            | 0               | 0                | 2                 | 2     |
| 18    | PRK Coreia do Norte    | 0               | 0                | 1                 | 1     |
| 18    | FIN Finlândia          | 0               | 0                | 1                 | 1     |